# Hạm đội 2 Hoa Kỳ
Hạm đội 2 Hoa Kỳ/Đệ nhị Hạm đội Hoa Kỳ là một trong 7 hạm đội mang số của Hải quân Hoa Kỳ. Vùng trách nhiệm của Đệ nhị Hạm đội bao gồm khoảng 38 triệu dặm vuông trong Đại Tây Dương từ Bắc cực đến Nam cực và từ bờ biển của Hoa Kỳ đến duyên hải phía tây của châu Âu. Nó cũng hoạt động dọc theo cả hai bên duyên hải của Nam Mỹ và một phần duyên hải phía tây của Trung Mỹ.

## Lịch sử
Hạm đội 2 có nguồn gốc ban đầu từ việc tái tổ chức hải quân tiếp theo sau Chiến tranh thế giới thứ 2 vào tháng 12 năm 1945 và sự hình thành Hạm đội 8 Hoa Kỳ dưới quyền chỉ huy của Phó Đô đốc Marc A. Mitscher. Vào tháng 1 năm 1947, Hạm đội 8 đổi tên thành Hạm đội 2 Đặc nhiệm. Ba năm sau đó, vào tháng 2 năm  1950, được đổi tên thành Hạm đội 2 Hoa Kỳ.

Phù hiệu Hạm đội 2 từ 1950-2011

Tháng 10 năm 1962, Tổng thống John F. Kennedy ra lệnh cho Hạm đội 2 thiết lập vùng cô lập trong cuộc Khủng hoảng Tên lửa Cuba. Trong khoảng một tháng, các đơn vị Đệ nhị Hạm đội hoạt động phía đông bắc quốc đảo, chặn bắt và khám xét hàng chục tàu thuyền để tìm kiếm hàng cấm. Hai mươi năm sau, Tổng thống Ronald Reagan ra lệnh Đệ nhị Hạm đội vào vùng biển Caribbean lần nữa, nhưng lần này là để lãnh đạo công cuộc giải cứu người Mỹ trên đảo Grenada trong Chiến dịch Urgent Fury. Dẫn đầu lực lượng hỗn hợp, Tư lệnh Hạm đội 2 trở thành Tư lệnh Lực lượng Đặc nhiệm Hỗn hợp 120 (CJTF 120), và chỉ huy các đơn vị của Không quân, Lục quân, Hải quân và Thủy quân lục chiến. Trong Chiến dịch Lá chắn Sa mạc và Chiến dịch Bão táp Sa mạc dưới thời Tổng thống George H. W. Bush, Hạm đội 2 huấn luyện phân nửa các chiến hạm của hải quân triển khai đến Tây nam châu Á.
Cho đến năm 2005, Tư lệnh Hạm đội 2 có một phân công thường trực với hệ thống chỉ huy của Bộ Tư lệnh Tối cao Đồng minh Đại Tây Dương của NATO như là Tư lệnh Hạm đội Công kích Đại Tây Dương. Tư lệnh Hạm đội Công kích Đại Tây Dương chỉ huy một lực lượng đa quốc gia mà sứ mệnh chủ yếu là ngăn cản hành động gây hấn và bảo vệ các quyền lợi ở Đại Tây Dương của NATO. Thiết lập và duy trì vị thế siêu cường vùng biển tại Đại Tây Dương, Tư lệnh Hạm đội công kích Đại Tây Dương có nhiệm vụ là bảo đảm sự toàn vẹn đường hàng hải của NATO. Các quốc gia đóng góp gồm Bỉ, Canada, Đan Mạch, Đức, Hòa Lan, Na Uy, Bồ Đào Nha, Tây Ban Nha, Anh và Hoa Kỳ. Vào ngày 24 tháng 6 năm 2005, với sự thiết lập Allied Command Transformation và không còn sự đe dọa của Liên Xô chính là yếu tố đưa đến việc thành lập nó, Hạm đội Công kích Đại Tây Dương được thay thế bởi Lực lượng Hành quân Kết hợp Hỗn hợp (Combined Joint Operations).

## Các hoạt động hiện tại
Tư lệnh Hạm đội 2, dưới quyền của Tổng Tư lệnh các Lực lượng Hạm đội Hoa Kỳ, hoạch định và khi được chỉ đạo sẽ thực hiện các cuộc hành quân tác chiến theo lệnh của Bộ Tư lệnh Đại Tây Dương để hỗ trợ các Tư lệnh đồng minh hay Tư lệnh hỗn hợp đã được chỉ định.
Trong lúc khủng hoảng và trong những cuộc diễn tập nào đó, Tư lệnh Hạm đội 2 trở thành Tư lệnh Lực lượng Đặc nhiệm Hỗn hợp 120. Lực lượng Đặc nhiệm Hỗn hợp này bao gồm phần tử của Hạm đội Đại Tây Dương, các đơn vị tấn công từ trên không và nhảy dù phản ứng nhanh của Lục quân Hoa Kỳ, các nhân sự hỗ trợ và máy bay của Không quân Hoa Kỳ, các lực lượng hải bộ binh của Thủy quân lục chiến Hoa Kỳ và, có lúc, các đơn vị biệt phái của Tuần duyên Hoa Kỳ.

### Huấn luyện
Hạm đội 2 có khoảng 126 tàu, máy bay có 4500, và 90.000 nhân viên Hải quân Hoa Kỳ.

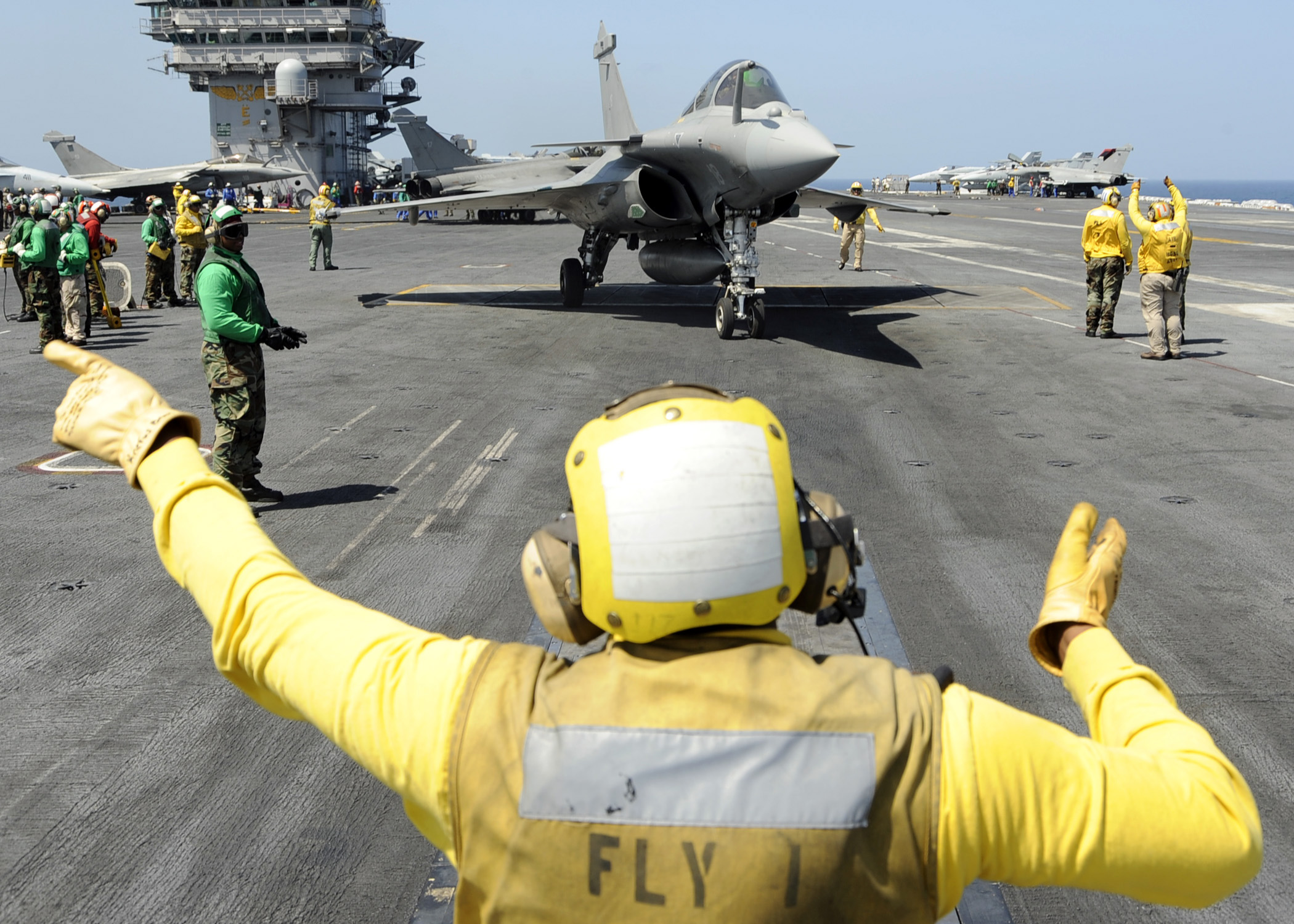
Máy bay chiến đấu Dassault Rafale trên tàu USS Theodore Roosevelt (CVN-71) (20 tháng 7 năm 2008)

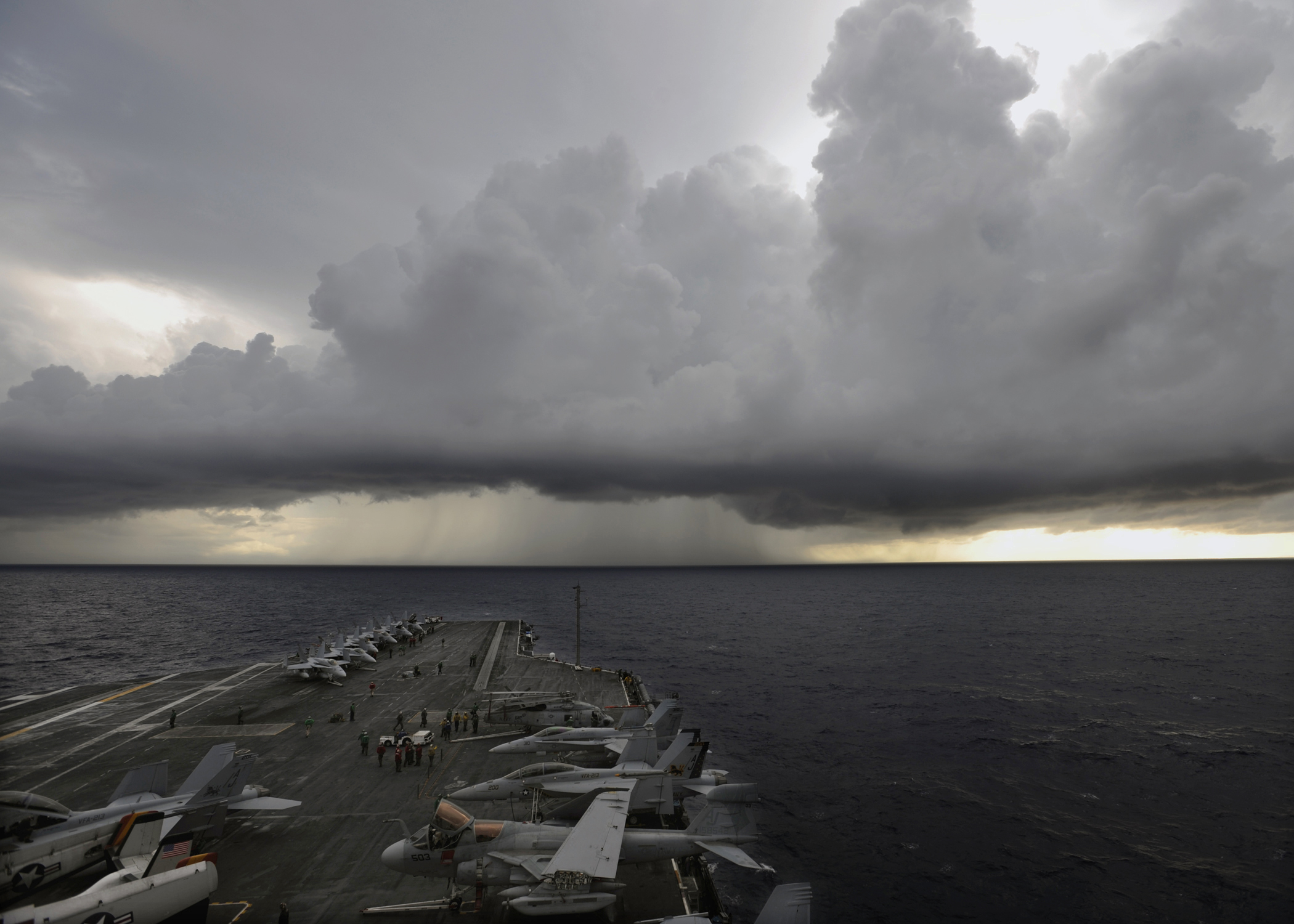
Flight ops (24 tháng 7 năm 2008)

## Các lực lượng đặc nhiệm dưới quyền
| Tên    | Loại                               |
| ------ | ---------------------------------- |
| CTF-20 | Lực lượng chiến đấu                |
| CTF-21 | Lực lượng trinh sát tuần tra       |
| CTF-22 | Lực lượng hải bộ binh              |
| CTF-23 | Lực lượng đổ bộ                    |
| CTF-24 | Lực lượng chống tàu ngầm           |
| CTF-25 | Lực lượng hỗ trợ tiếp vận          |
| CTF-26 | Lực lượng không quân tuần tra      |
| CTF-28 | Lực lượng phản ứng nhanh Caribbean |